# لويد هونييغان
لويد هونييغان (بالإنجليزية: Lloyd Honeyghan)‏ مواليد 22 أبريل 1960 في جامايكا، هو ملاكم بريطاني سابق صنّف ضمن فئة وزن الوسط. حقق بطولة رابطة الملاكمة العالمية وبطولة المجلس العالمي للملاكمة وبطولة الاتحاد الدولي للملاكمة.

## إحصائيات
خاض خلال مسيرته 48 نزالا، فاز في 43 وخسر في 5. فاز بالضربة القاضية في 30 نزالا.

## وصلات خارجية
- لويد هونييغان على موقع بوكس ريك (الإنجليزية) (registration required)

- الموقع الرسمي